# Barakat IV
Barakat (IV) ibn Yahya ibn Barakat (III) fou xerif de la Meca. Era fill de Yahya I i net de Barakat III i, per tant, del clan Dhawu Barakat. Yahya I va abdicar (1723) i el seu fill Barakat IV va ser proclamat xerif, però fou enderrocat al cap de dos mesos pels Dhawu Zayd i el va succeir Mubàrak ibn Àhmad ibn Zayd que ja havia estat xerif del 1720 a 1722. Va fugir amb el seu pare cap a Síria i ja no van recuperar el poder.